# Agostino Dal Pozzo
Agostino Dal Pozzo (Rotzo, 23 gennaio 1732 – Bassano del Grappa, 28 luglio 1798) è stato un presbitero, storico e scrittore italiano.

## Biografia

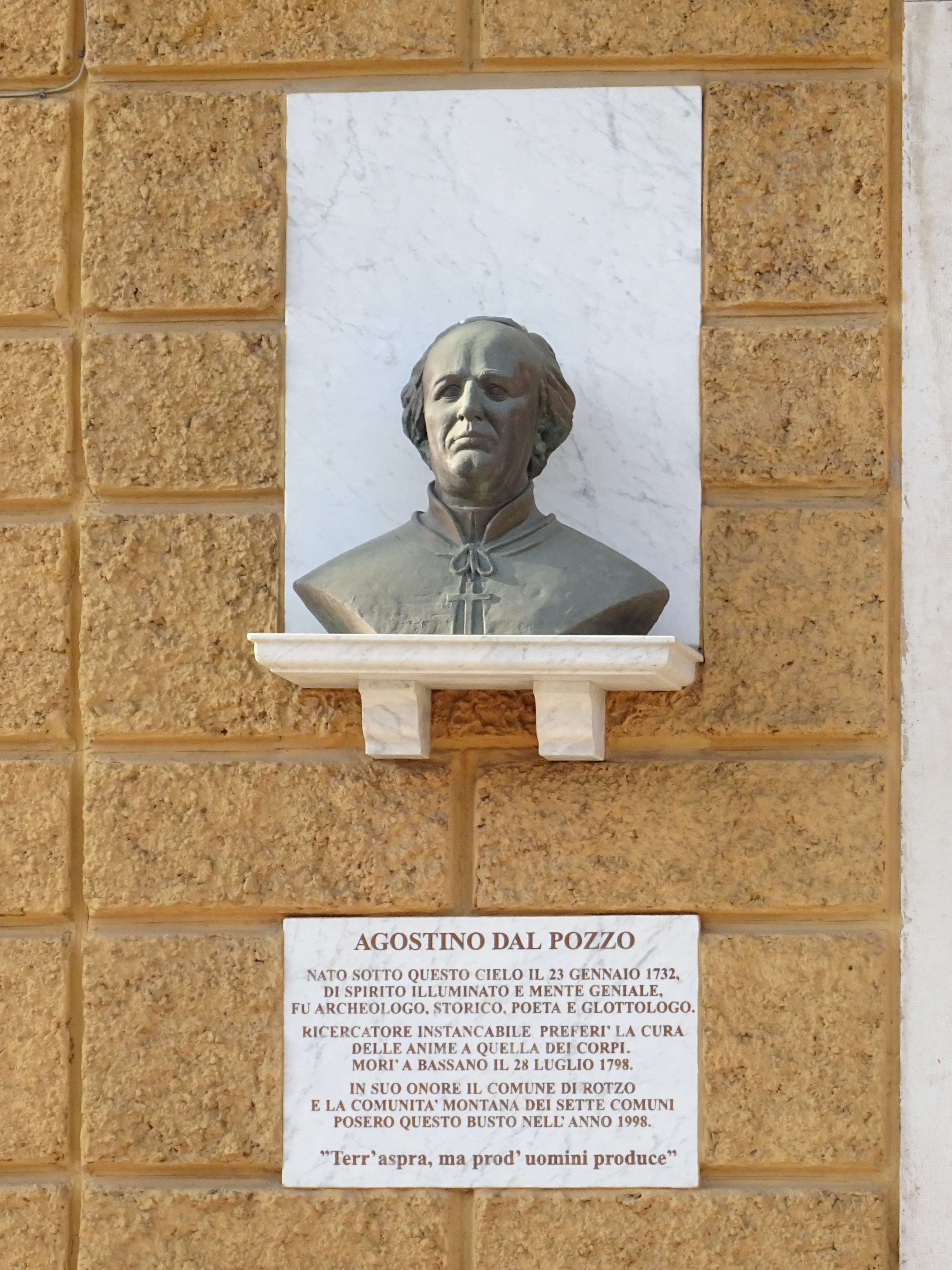
Busto sul municipio di Rotzo

Nato a Castelletto di Rotzo nel 1732 da Pietro Dal Pozzo "Prunner" ("dal pozzo" in lingua cimbra) e da Maria Maddalena Dalla Costa, entrambi di Rotzo, fin da giovane manifestò una spiccata intelligenza, tanto che lo zio don Giovanni Dal Pozzo, rettore della parrocchia di Canove di Roana gli disse: "No, no figliuol mio, non sarà vero ch'io ti lasci invillire all'aratro!"; così la sua prima educazione la ricevette proprio a Canove.
Dall'età di 18 anni studiò per due anni frequentando il corso delle “Filosofiche discipline”; successivamente studiò Medicina a Padova, ma dopo appena due anni interruppe gli studi decidendo di entrare in seminario. Fu ordinato sacerdote da Carlo Rezzonico (il futuro papa Clemente XIII) e rimase a Padova per soli due anni; poi si trasferì definitivamente a Bassano del Grappa.
A Bassano del Grappa si incaricò dell'educazione dei figli del nobile Roberti, ma l'attività a lui più gradita rimaneva lo studio delle antiche pergamene, osservarle con occhio filosofico e ricostruire le vicende dei tempi antichi.
Strinse molte amicizie con numerosi eruditi italiani e tedeschi dell'epoca e, con gran passione, studiò la storia del suo Altopiano. L'importanza che attribuì alla lingua cimbra nell'identità dei Sette Comuni sembrerebbe indicare che egli sia entrato in contatto con le idee di Johann Gottfried Herder. Fedele suddito della Repubblica Veneta accolse la rivoluzione francese al pari di una catastrofe.
Oggi si può affermare che il Dal Pozzo è stato un profondo conoscitore della geologia, dell'archeologia, dell'ambiente, della lingua, della cultura e dell'economia dell'Altopiano.
La sua opera più famosa è intitolata Memorie istoriche dei Sette Comuni vicentini, pubblicata in due volumi: il primo tratta della storia generale, della lingua, della religione e delle tradizioni dell'Altopiano (pubblicato postumo nel 1820 e ripubblicato nel 1910, versione quest'ultima più conosciuta e più volte ristampata); il secondo volume riguarda la storia dei singoli comuni, delle loro chiese e delle contrade annesse (pubblicato nel 1993, dopo il ritrovamento dei manoscritti perduti). Altre opere da lui scritte sono: la biografia della beata Giovanna Maria Bonomo e una miscellanea di storia della chiesa di Rotzo, una storia naturale-geologica dei Sette Comuni e numerose poesie, edite nel 1998. È rimasto invece inedito, perché perduto, il vocabolario dell'antica lingua cimbra dei Sette Comuni del quale esiste una trascrizione, peraltro non fedele, nel Ferdinandeum Museum di Innsbruck.
Sua è anche la scoperta del villaggio archeologico del Bostel a Castelletto di Rotzo, fondato da popolazioni autoctone dell'Altopiano, considerato uno dei siti archeologici principali del Veneto. Nel 1998 il Comune di Rotzo gli ha dedicato un busto e una targa e nel 2012 nei pressi del Bostel è stato aperto il Museo archeologico dell'Altopiano dei Sette Comuni.